# 湯登鰲
湯登鰲，江南人，清朝政治人物。
乾隆六年（1741年），擔任清朝廣州府新安縣知縣。后由唐若時接任。